# Dreńe
Dreńe (maced. Дрење) – wieś w północno-wschodniej Macedonii Północnej, w gminie Kriwa Pałanka.